# Мужское воспитание
«Мужское воспитание» (туркм. Erkek terbiýesi) — советский художественный фильм 1982 года, снятый режиссером Усманом Сапаровым и Язгельды Сеидовым на киностудии «Туркменфильм». Премьера фильма состоялась 1 мая 1983 года. Картину посмотрело 2,8 млн зрителей.
Фильм получил Золотой приз в конкурсе детских фильмов и специальный приз детского жюри Международного кинофестиваля в Москве (1983) и ряд других кинонаград, а в 1984 году творческий коллектив был награждён Государственной премией СССР.
Сюжетно тема фильма была продолжена в приключенческом фильме «Приключения на маленьких островах» (1985).

## Сюжет
Фильм рассказывает о семилетнем мальчике Чамане, которого отец Сейли отправляет на пастбище к деду Мергену-аге, чтобы воспитывать в нём настоящего мужчину. Чаман сталкивается с суровыми условиями жизни, работой с овцами и предстоящим окотом. Испытав страх и отвращение к жестокости, он сначала убегает домой, но, осознав, что плохая погода грозит трудностями его отцу и деду, решает вернуться и помочь им.

## В ролях
| Актёр                | Роль       | Русский дубляж   |
| -------------------- | ---------- | ---------------- |
| Бегенч Курбандурдыев | Чаман      | Денис Симонов    |
| Ата Довлетов         | Мерген-ага | Андрей Тарасов   |
| Дурдымамет Ораев     | Сейли      | Борис Быстров    |
| Гуля Керимова        | Джерен     | Ольга Григорьева |

## Съёмочная группа
- Режиссёры — Усман Сапаров, Язгельды Сеидов
- Сценаристы — Чары Япан, Усман Сапаров
- Оператор — Нурягды Шамухамедов
- Композитор — Нуры Халмамедов
- Художник — Гусейн Гусейнов

## Критика
Критик Долорес Мелконян в газете «Советская культура» отмечала «неспешную и подробную демонстрацию режиссёрами фильма жизнь мальчика Чамана». Она написал: «В этой картине потрясений для детской души более чем достаточно. Но вместо слезливого сюсюкания режиссёры предлагают герою разговор по поводу остро поставленных жизнью вопросов».
Журнал «Искусство кино» (1986) писал: «Есть, наконец, детский туркменский фильм „Мужское воспитание“, где мальчика отдают на лето к дедушке-пастуху испробовать трудной жизни, — фильм, который ничем не погрешил перед этой жизнью. Сохранил и жестокую правду и тончайшую поэзию вхождения маленького человека в жизнь».
Критик Александр Шпагин в биографической статье об Усмане Сапарове в семитомном издании «Новейшая история отечественного кино. 1986—2000» написал: «В ранних фильмах туркменского режиссёра Усмана Сапарова была опробована стилистика нового среднеазиатского кино восьмидесятых». Он отметил, что режиссёр, «наследуя традициям национально-поэтической школы, соединял ориентальные обстоятельства места с современными обстоятельствами времени».

## Награды
- 1983 — XVI Всесоюзный кинофестиваль (Ленинград) — Первый приз по разделу фильмов для детей и юношества
- 1983 — XIII Международный кинофестиваль в Москве — Золотой приз конкурса фильмов для детей; специальный приз детского жюри; приз за лучшее исполнение роли мальчика Бегенчу Курбандурдыеву
- 1983 — XXXII Международный кинофестиваль в Мангейме (ФРГ) — Большой приз Мангейма
- 1983 — V Международный кинофестиваль детских и юношеских фильмов в Томаре (Португалия) — Гран-при
- 1984 — XIV Международный кинофестиваль детских и юношеских фильмов в Джиффони[итал.] (Салерно, Италия) — Малая золотая медаль

В 1984 году режиссёры Усман Сапаров, Язгельды Сеидов, оператор Нурягды Шамухамедов, художник Гусейн Гусейнов, композитор Нуры Халмамедов и актёр Ата Довлетов были награждены Государственной премией СССР за произведения литературы и искусства для детей.